# Chicharrón (plat)

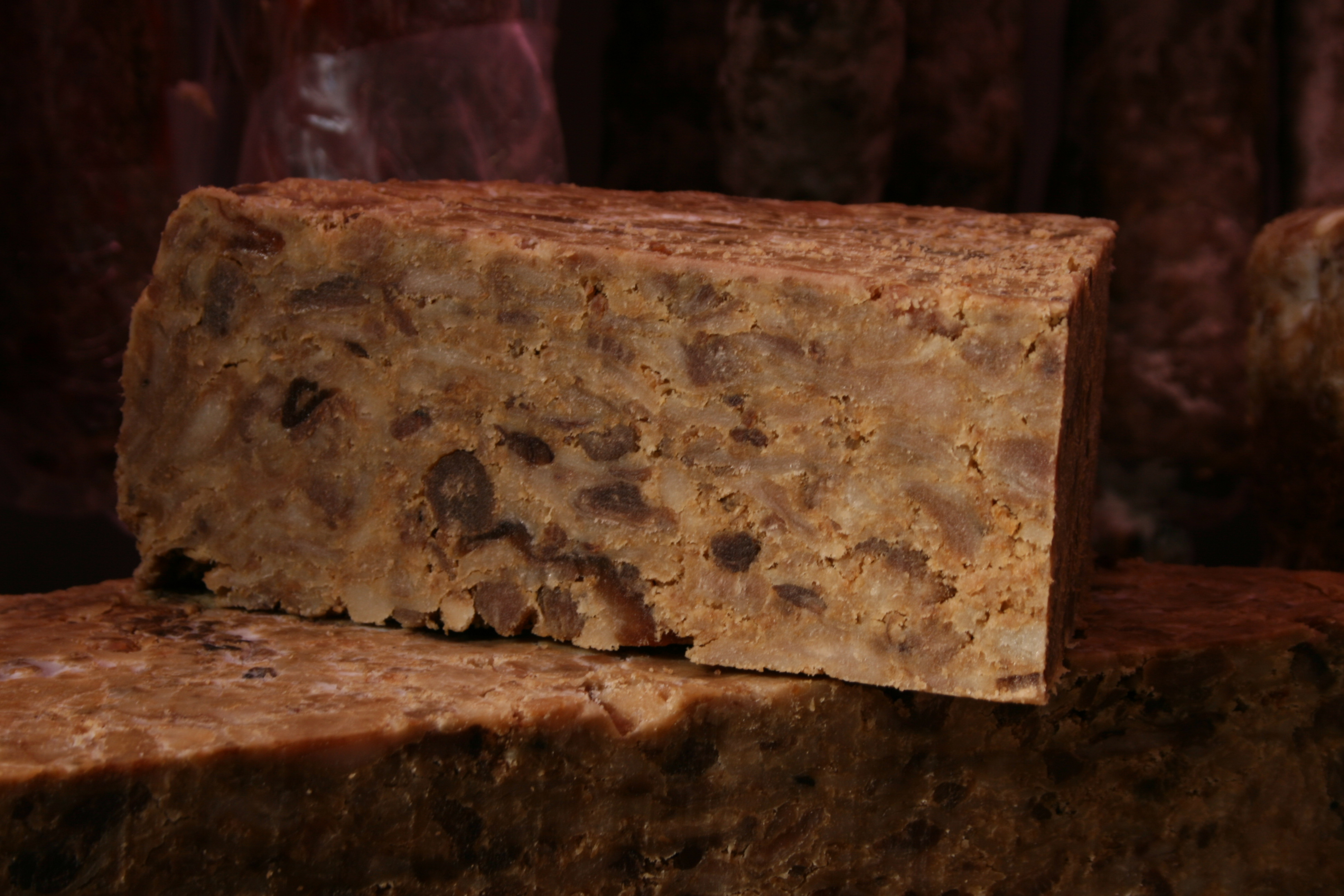
Chicharrones

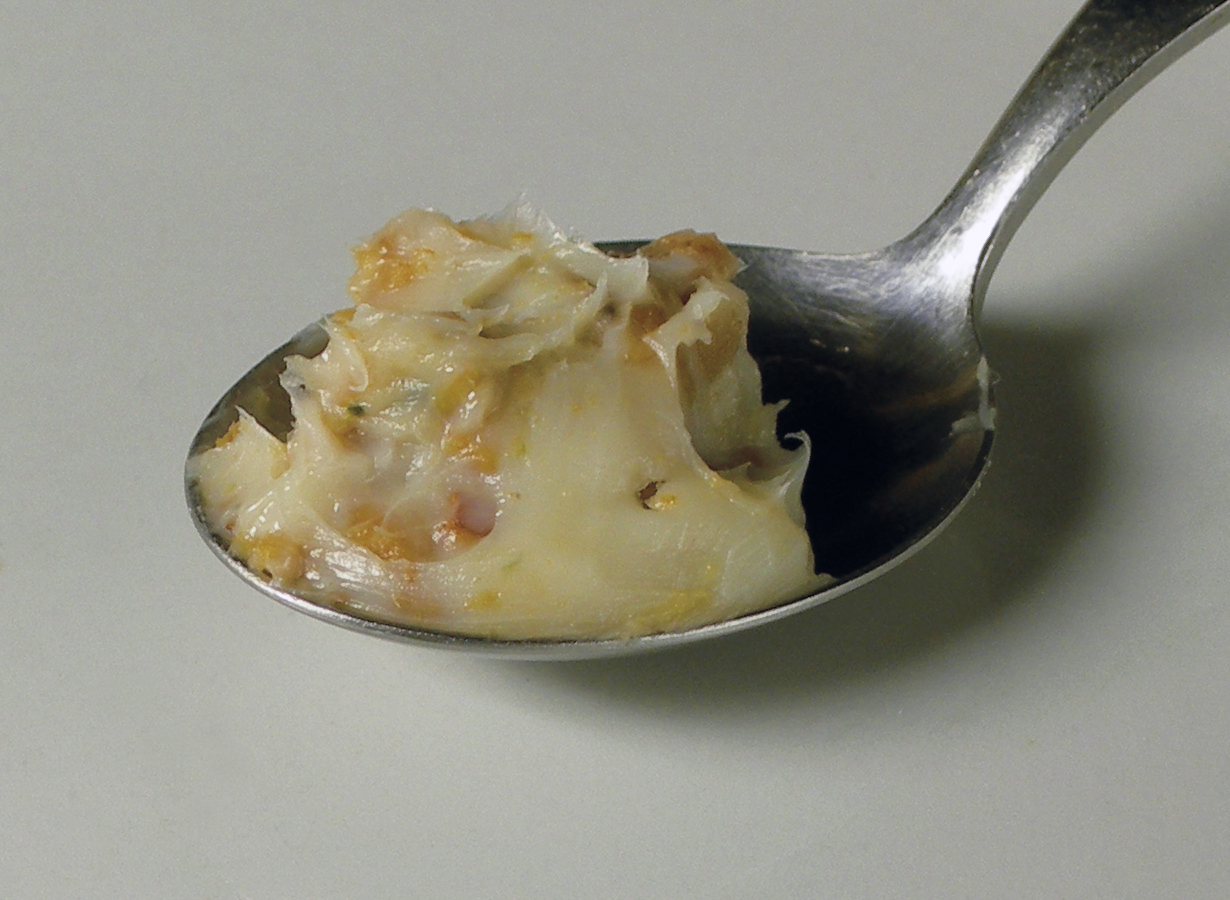
Un tros de greix.

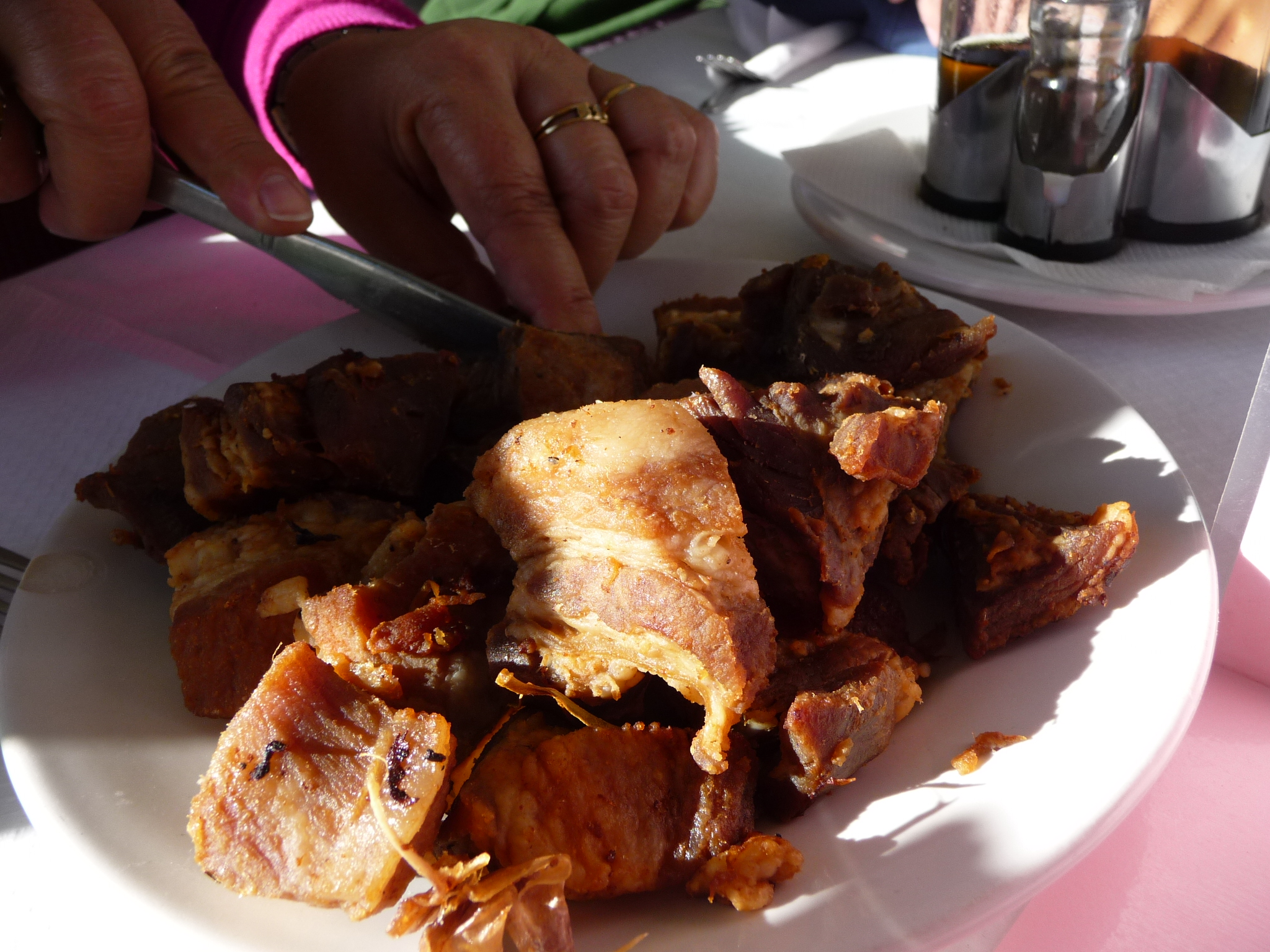
Chicharrones

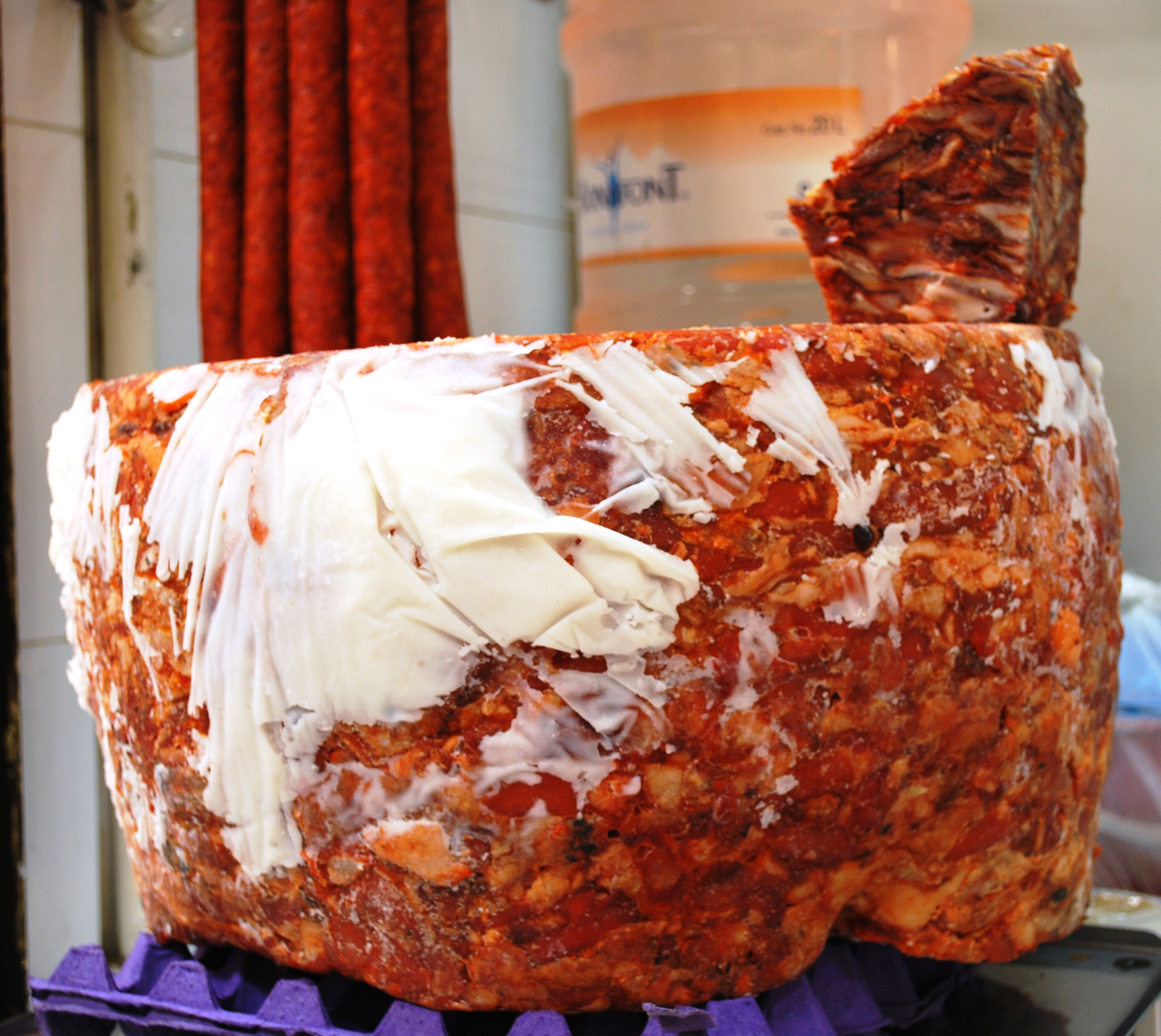
Chicharron premsat.

El chicharrón és un menjar que en alguns països s'obté després de fondre el greix del porc, en uns altres s'usa el greix del porc per a cuinar la carn i en uns altres consisteix en una fritada de la pell del porc amb o sense carn.
També poden obtenir-se chicharrones d'altres animals com vaques, pollastres, peixos o xais, o fer-se de farina, encara que en general són considerats com de menor qualitat. La paraula chicharrón s'ha escampat provinent de la cuina espanyola al llarg de tota la Hispanitat, per a donar un significat a les diferents maneres de condimentar-lo o de cuinar-lo arroentant-lo.

## Bolívia
A Bolívia, el chicharrón és un plat especial compost de carn, cansalada i cuir de porc preparat amb el mateix greix de l'animal, barrejat amb chicha (beguda alcohòlica ancestral elaborada de grans de blat de moro), en grans pailas que al seu torn se sostenen en grans fogons fets de fang, el més de les vegades preparat en foc de llenya, altres vegades amb gas.
Aquest plat exquisit és acompanyat de mote (gra de blat de moro bullit), patates bullides amb pela, amanits amb Llajwa (salsa coent feta de tomàquets, locoto i killkiña).
La ciutat de Cochabamba és per excel·lència el lloc del chicharrón, el dissabte i diumenge els restaurants i locals preparen aquest plat a la vista dels consumidors. El plat sencer pot ser de grans dimensions i convenir fàcilment a 4 persones.

## Xile, Argentina i Paraguai

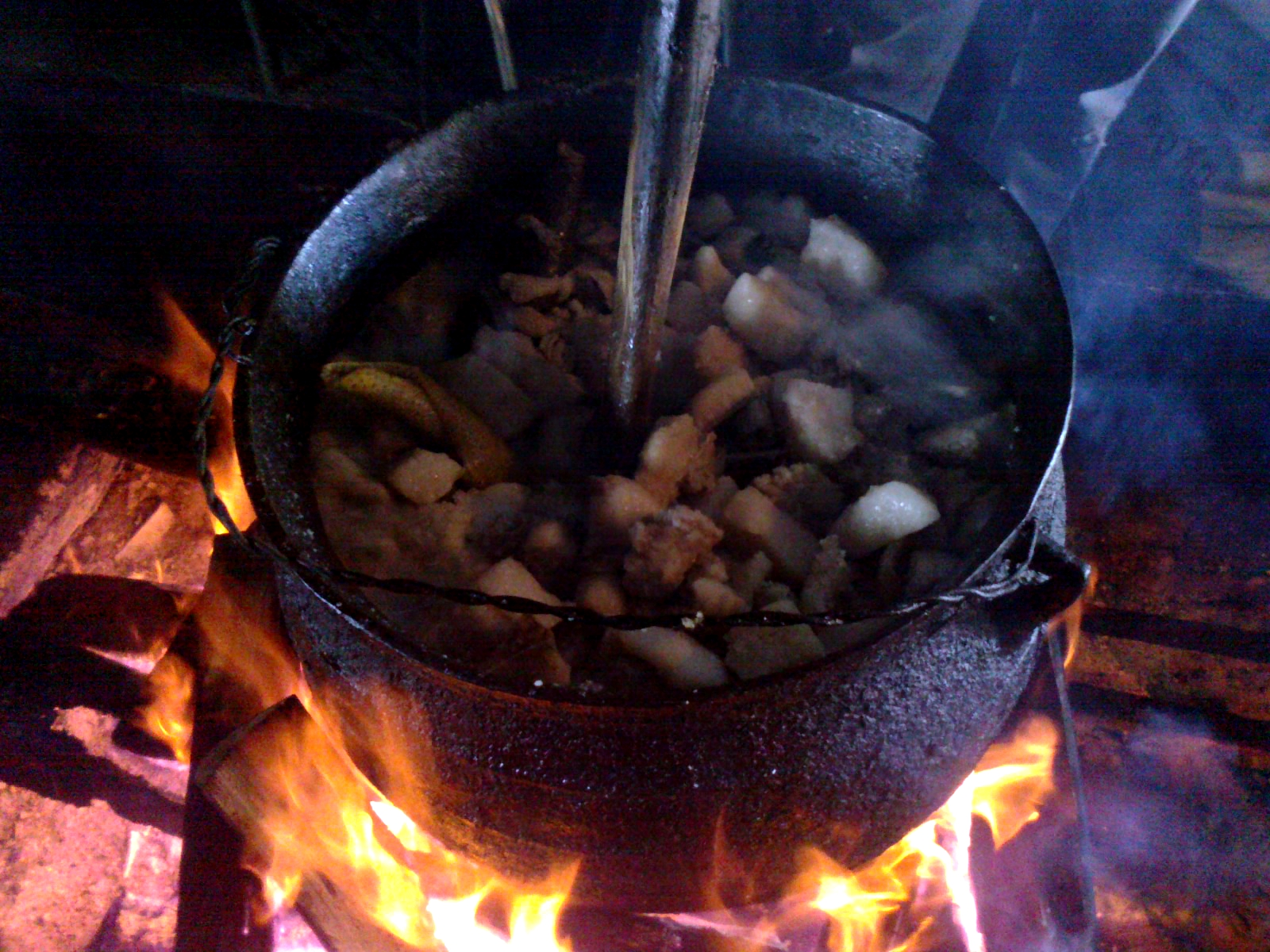
Preparació de chicharrones en un reitimiento.

Al Xile i algunes zones del nord-oest de l'Argentina i del Paraguai el chicharrón s'associa a un aliment d'acompanyament. Els chicharrones s'obtenen de fregir el greix del porc (o un altre greix de preferència) a alta temperatura, amb la finalitat de «socarrar» el més possible sense cremar. Se serveixen dins d'un pa o s'hi incorpora certs substituts del pa propis del menjar del sud del país, com milcaos, chochocas i churrascas. En les fleques de molts llocs es poden comprar pans amb chicharrones dedins, i en zones rurals és tradicional un gran pa de pasta densa amb chicharrones, conegut com a truita amb chicharrones. La pell del chancho pot ser part d'aquests chicharrones, però quan està sola, a la manera dels chicharrones mexicans, rep el nom de «cuero de chancho», «trahua» o «chahua» i es consumeix a la planxa, bullida o com a acompanyament de plats de llegums.
Al Paraguai i Nord-est de l'Argentina és típic el «chicharrón trenzado», el qual consta de tres tires de carn bovina, generalment tapa de rostit o matafam fet comunament amb la capa de carn que es treu de el cuir i el costellam de bovins i porcins, així com carn, pella, sal i llimona, o suc de «taronja apepú» (varietat regional de la taronja). Aquesta preparació típica de la regió guaranítica sol ser acompanyada amb mandioca fregida o bullida. El seu nom es deu a la forma de tresses de la carn abans de la seva cocció. Es pot conservar diversos dies, en aquest cas es protegeix amb farina de blat de moro torrada o precuita.

## Colòmbia

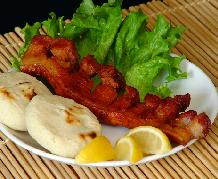
Chicharrón acompanyat de la tradicional Arepa.

A Colòmbia, el chicharrón és una fritada de la pell del porc o de carn de porc amb pell. En la Costa Carib es menja acompanyat de congret de yuca (bollo de yuca), de congret net (bollo limpio), de mandioca cuita o com a farciment d'arepas al l'esmorzar o a qualsevol hora del dia. Trossejat es menja com a farciment d'arepas. A la regió cordovesa també es prepara en sancocho. També és part de la bandeja paisa, plat típic de la regió del Departament d'Antioquia.
La mogolla chicharrona és un pa mogolla farcit de chicharrón.

## Cuba
A Cuba, els chicharrones (se solen anomenar sempre en plural) s'obtenen de fregir la carn de porc amb la pell, prèviament tallada en petits quadrats. És un acompanyament pràcticament indispensable especialment de plats típics com l'arròs congrí, compost per frijoles i arròs cuinats junts, chicharrones, banana fregida (tostones o chatinos), carn, mandioca i altres productes del lloc, essent un dels plats principals de la cultura cubana.
A Costa Rica, el chicharrón s'obté de fregir la carn de porc (en general costella) en llard i s'associa a diversos platerets típics. La majoria dels ticos s'estimen més de menjar el chicharrón amb suc de llimona (preferiblement llimona mandarina) i amb truites, acompanyat d'un pico de gallo (tomata picolada amb ceba i culantro).

## A l'Estat Espanyol

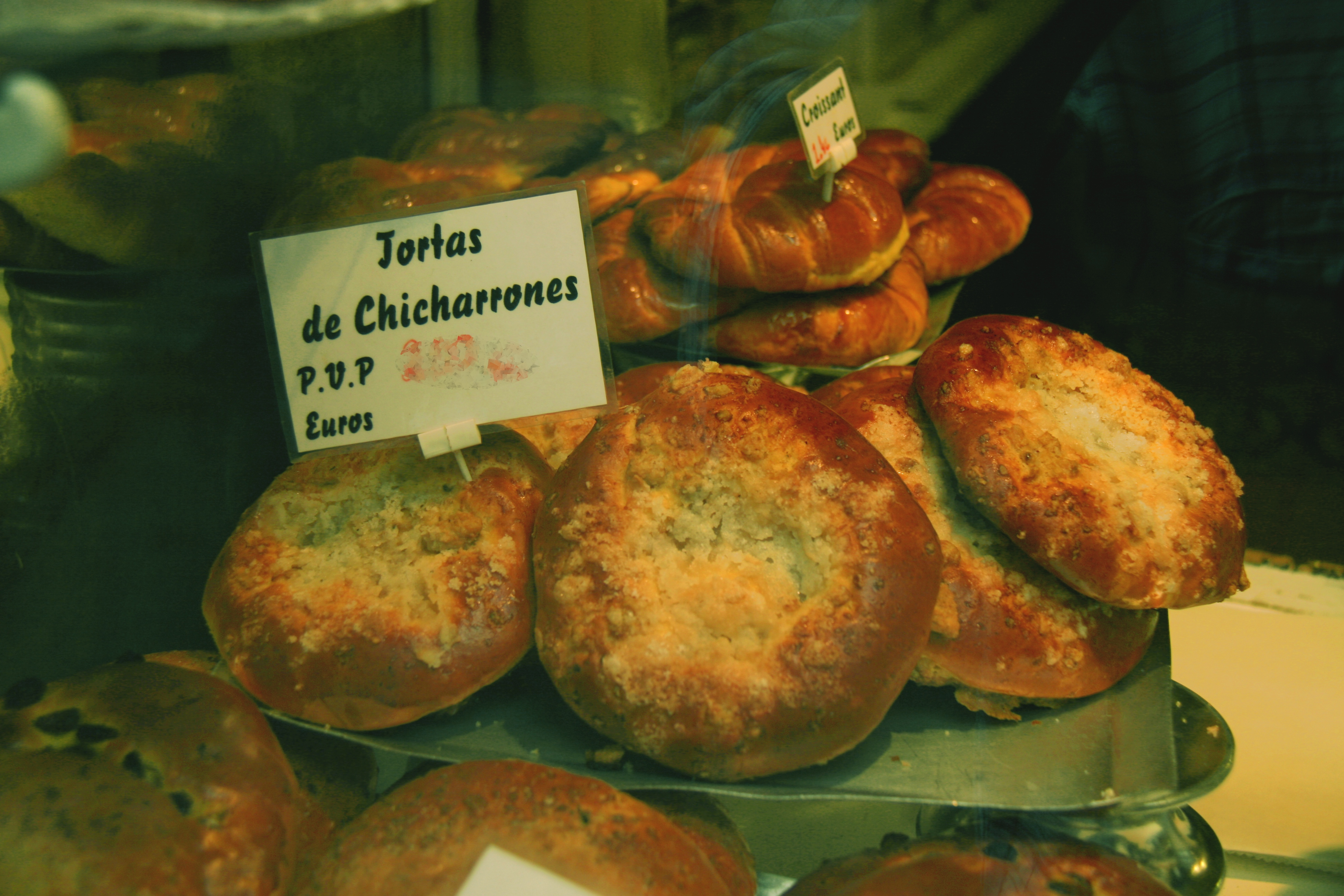
Coques madridenques de chicharrones.

A Espanya, el concepte i l'ús dels chicharrones és diferent en la cuina de cada nació o regió:
- A Andalusia diuen chicharrón d'un companatge típic que s'elabora amb diversos subproductes porcins, barrejats amb les parts grasses del porc, tot això triturat, condimentat amb pebrot, sal i pebre negre en gra, i premsat, per a consumir-se tallats en rodelles, com a aperitiu o en entrepà amb un rajolí de llimona. Són diferents, tanmateix, els chicharrones de Jerez de la Frontera i Chiclana, que s'obtenen del porc després de fondre'n el llard. Típics de Jerez de la Frontera, se solen fer cuinats en el seu llard amb espècies, hi ha diverses chicharronerías dedicades a la seva venda.[3] S'està treballant perquè aquest chicharrón sigui IGP.[4]
- A Castella i Lleó s'identifiquen amb les anomenades cortezas, i se solen usar en l'elaboració de brioixeria tradicional, com les bollas de chicharrones, o en la d'embotits, que s'usen en diversos guisats i plats variats. A Segòvia i a Àvila el chicharrón, és elaborat per a la fritada del secret del porc. A la província de Zamora se solen elaborar els turriyones amb els «cuscarrones» (chicharrones).
- A Extremadura també s'usen en l'elaboració de brioixeria tradicional, especialment per a la confecció de bollas de chicharrones tal com a Castella i Lleó.[5]
- A Galícia i l'ala occidental d'Astúries són molt similars als castellans i es diuen rixó(n)s, roxó(n)s o roxóis.
- A les illes Canàries es denomina chicharrones la pell del porc fregida i polvorejada en gofio.
- A Navarra i a País Basc es diuen txantxigorris. Se n'elaboren les coques de txantxigorri.

## Guatemala

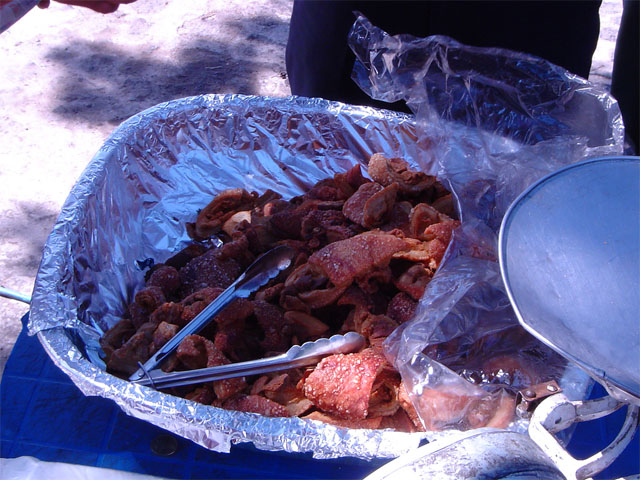
Chicharrón al Guatemala

Els chicharrones al Guatemala es fan d'una manera artesanal, en molts llocs prepara el porc a les pròpies cases, separant la pell i el greix de l'animal de la carn magra (a fi de tallar-les per separat a la grandària d'un puny), tota aquesta carn s'acostuma de deixar-la en el refrigerador un dia anterior afegint-hi sal i espècies per a donar-li gust, després es fregeixen, si es fa chicharrón de pell se'n fregeix la pell, si es fan carnitas es fregeix la carn magra, tot això en el seu mateix greix (es pot posar el greix al principi), a molt altes temperatures fins a aconseguir una consistència crocant però relativament suau.
Aquest menjar és comú de trobar-lo en les cantonades i comerços on és preparat. La manera més comuna de menjar-lo és a penes trets del llard bullint, col·locant-los dins d'una truita de blat de moro, feta de fresc, per a embolicar-los i ruixar-los amb suc de llimona al gust. Per a degustar un platet més elaborat, els chicharrones guatemalencs solen acompanyar-se de platerets típics especials com: picada de buche de marrà amb rave, salpicó o pico de gallo; que són diferents amanides.
També hi ha una versió industrial del chicharrón, que és més magre, més cruixent però menys torrat. Aquests es troben en totes les botigues i supermercats de tots dos països com a llaminadures. A Hondures, és comú d'acompanyar-lo amb ma,ndioca cuinada i es coneix com a «yuca con chicharrón».

## Itàlia

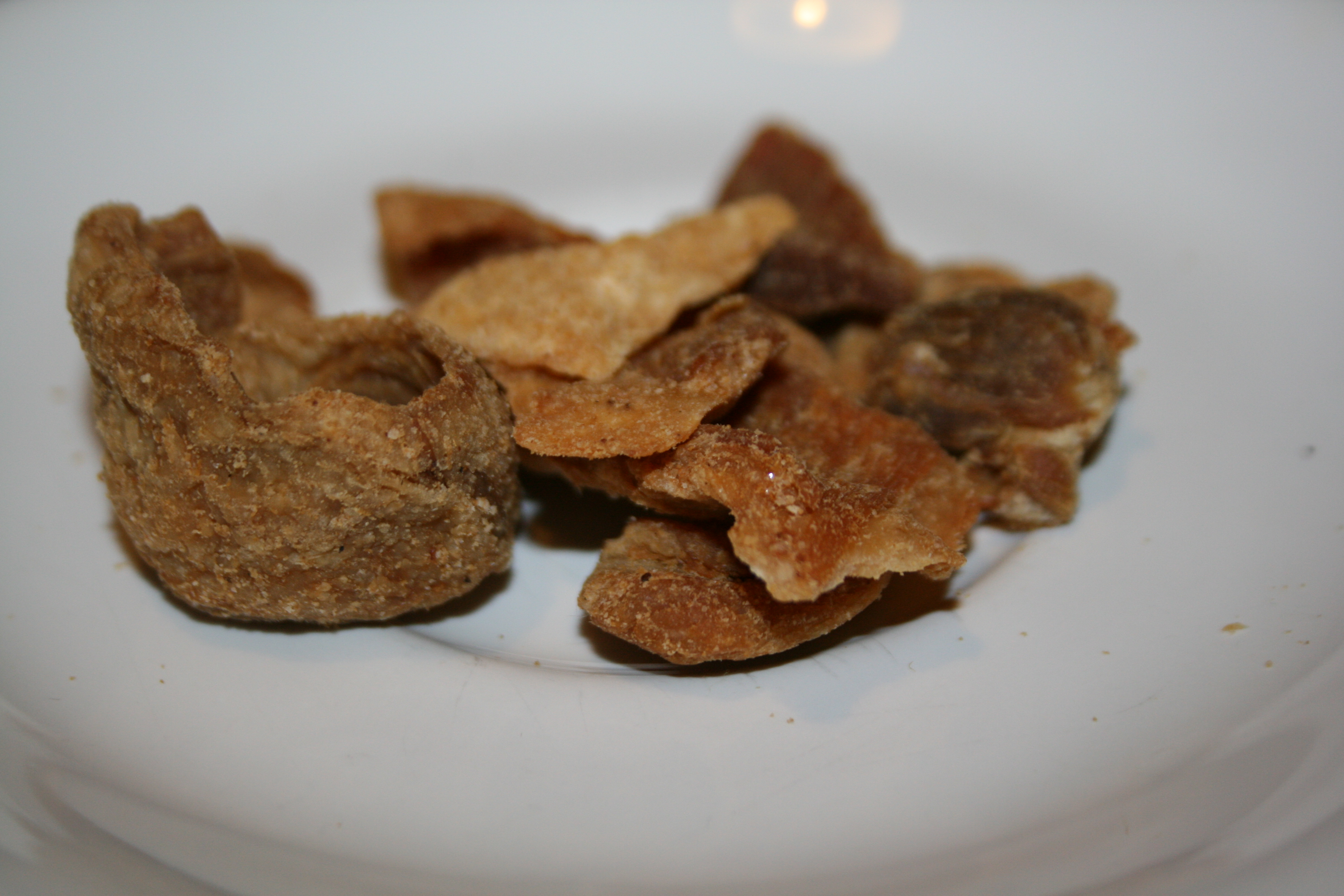
Ciccioli a Itàlia

A Itàlia, els ciccioli són coques de greix de porc que es preparen comprimint, assecant i assaonant trossos de greix. Se solen servir secs i cruixents o humits.
Es coneixen amb aquest nom a l'Emilia Romagna, mentre que a Nàpols són dits cicoli, al Laci i a Úmbria sfrizzoli i a la Calàbria risimugli.

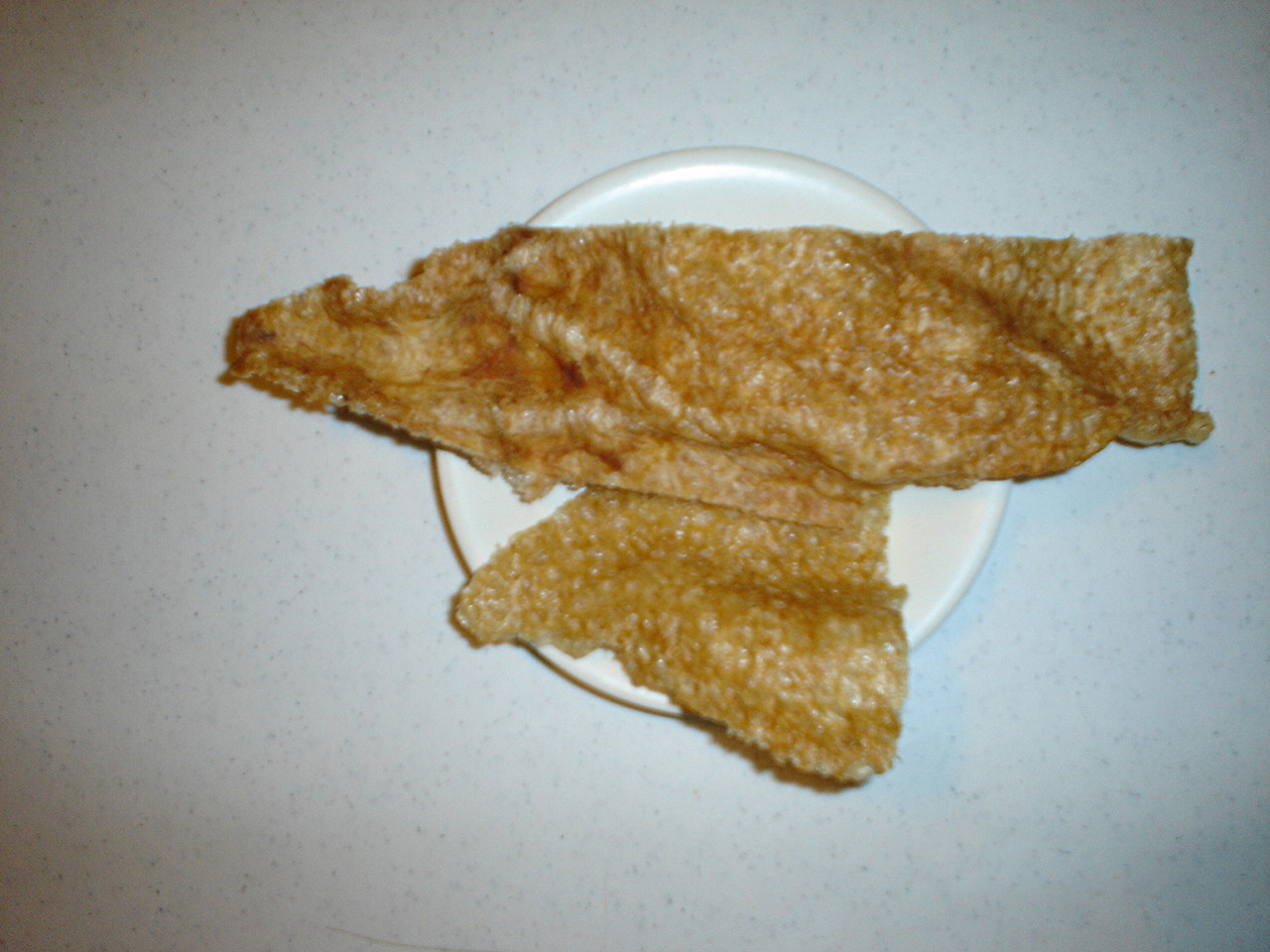
Chicharrón al Mèxic

A Mèxic també es diu així la pell de porc neta que es fa fregir sencera en llard, fins que aquesta es torna esponjosa i cruixent. La pell pot incloure una mica del teixit adipós subcutani (chicharrón con gorditos), una mica de carn o anar completament neta. Se sol guisar en salsa verda o vermella amb patates en trossos o amb nopales o totes dues coses a l'encop. També es menja sense guisar, en una truita formant un taco, dit taco placero que se sol acompanyar de formatge, alvocat, amanida de nopal i salsa coent.
A més de la forma cruixent, existeix el chicharrón premsat o prensa de chicharrón, que és, bàsicament, el resultat de premsar el sancocho (bocinets de carn), que es desprenen en fregir el chicharrón de porc; a més hom hi afegeix diferents herbes d'olor, és usat en la preparació de quesadillas i altres guisats.
Amb aquests tipus de chicharrón s'elaboren diversos platerets, que es preparen de maneres molt diverses. Com les quesadillas de chicharrón (premsat o de cuir preparat per a guisat), chicharrón en salsa verda, gorditas de chicharrón, tacos de canastra de chicharrón (i molts platets regionals); o acompanyant els frijoles o diverses sopes.
cal esmentar que els cuirs del porc també es mengen com a botana, però no es fregeixen, sinó que es posen en salmorra o vinagre i es tallen en rodelles primes o en trossos. Aquesta botana s'anomena simplement cueritos, i es poden acompanyar tan sols de sal, llimona i salsa coent o pebre coent en pols. Una altra manera de menjar aquests «cueritos» és sobre un chicharrón de farina (imitació del chicharrón cruixent) d'uns 15 x 25 cm., untat de crema o frijol, acompanyat per enciam (o col) ratllada, rodelles de jitomate i alvocat, i assaonat amb salsa coent, llimona i sal, i reben el nom de chicharrón preparado, que és una botana molt comuna a les places i mercats. Aquesta darrera acostuma a conèixer-se com a«Chilindrina» o «Durito».
Els Chicharrones de bou es preparen en un cassó i es fregeixen en sèu de bou, com també les carnitas de porc, pot arribar a prendre una hora de cocció i cal remenar constantment amb una pala de fusta perquè aquestes no s'agafin al fons, i així tinguin una cocció igual.
A la regió mexicana coneguda com a Comarca Lagunera, i en els estats del nord del país com a Sonora i Nuevo León, es poden trobar Chicharrones de bou amb Tripitas, Ubras i Bofe, encara que també per alguns llocs del Mèxic, com la Ciutat de Mèxic, Oaxaca i Michoacán es mengen en tacos o com a graellada, i aquestes també poden portar ronyons, cor, criadillas i mollejas, en altres llocs, com Querétaro, Guanajuato o a Hidalgo, es preparen en cassó de coure amb llard de porc.

## Panamà
APanamà és costum fregir en la seva pròpia grassa trossos de porc amb carn, greix i pell partida en quadrats. Es prepara en pailas de ferro, preferentment sobre fogons de llenya, en les quals s'afegeixen els trossos de porc assaonats amb sal i espècies. S'afegeix aigua a la paila fins a cobrir els trossos de porc, a mesura que l'aigua s'evapora el porc allibera el seu propi llard, el qual finalment acaba per fregir-los fins a torrar-los.
És un acompanyament per a diversos plats típics, encara que s'acostuma consumir-ne majorment per esmorzar, amb patacones, carimañolas i altres fritades. També sol preparar-se adobat o en guisat, i s'afegeix als frijoles per a donar-los sabor o com a farciment en altres preparacions, com el bollo preñao.

## Perú
Al Perú és chicharrón a qualsevol fritada d'origen animal que es fregeix fins a deixar-la crocant (peix, pollastre, fruits de mar i principalment porc)
El més popular consisteix en trossos de carn de porc amb pell que es cuinen en el seu mateix greix i aigua condimentats solament amb sal. Se serveix amb batates fregides o patates sancochadas i blat de moro torrat més salsa criolla (ceba capolada al fil amb llimona i trossos de me,nta). A la zona andina el chicharrón s'acompanya amb mote.
El chicharrón de porc s'utilitza per a preparar sánguches, coneguts com a «pan con chicharrón».
El porc fregit se serveix amb patates, batates i el mote, blat de moro autòcton. Francisco Pizarro, qui criava porcs en la seva infància, era el principal aficionat a aquest plat complet durant els inicis de la colonització espanyola.

Un altre plat molt tradicional és el chicharrón de peix, que consisteix en trossos de peix banyats amb farina i fregits en oli calent, per a menjar-lo s'acompanya de salses peruanes com a salsa criolla, salsa de huacatay, crema d'ají groc i crema de rocoto.

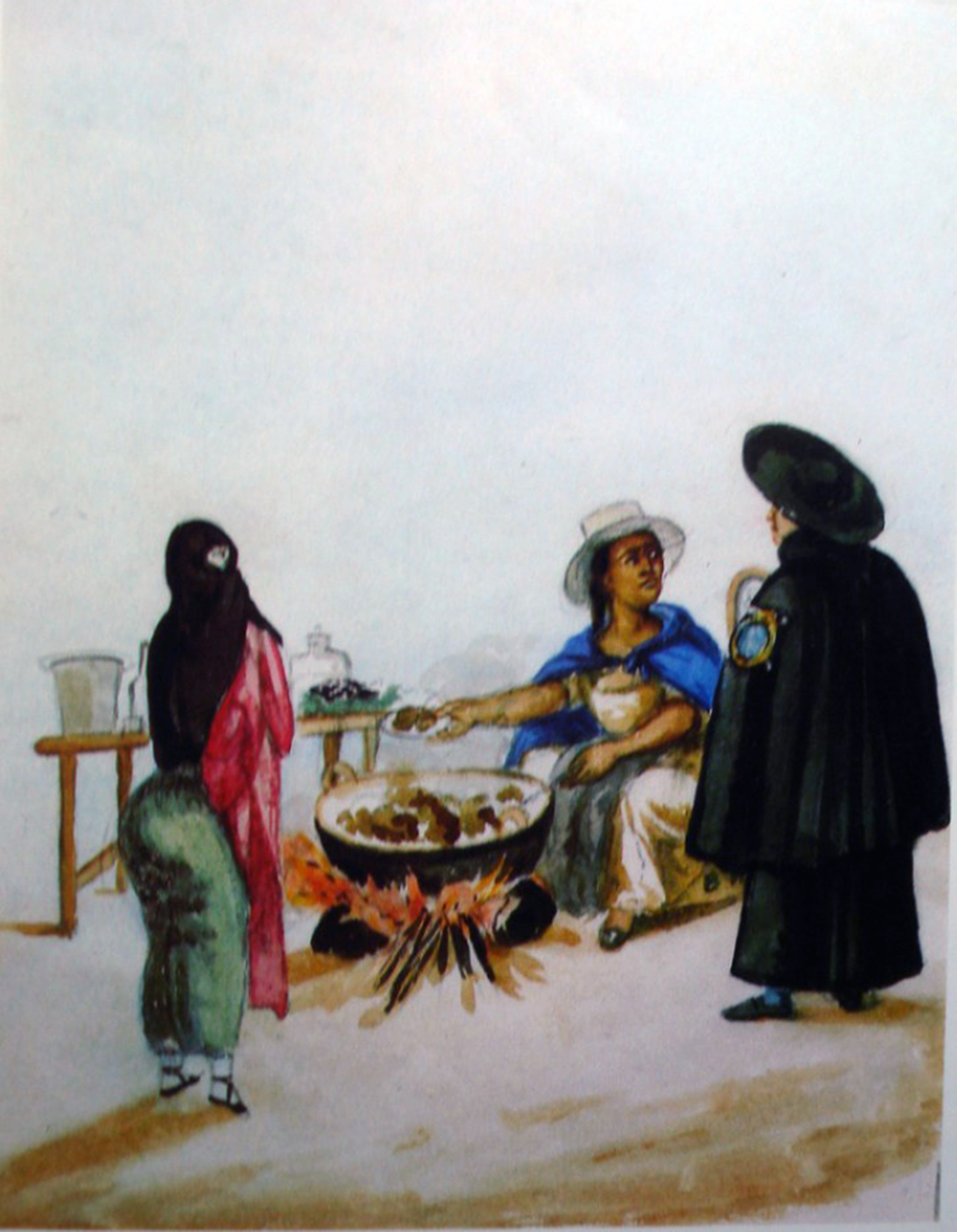
Tapada i chicharronera (Acuarela de Pancho Fierro, començ del S. XIX)
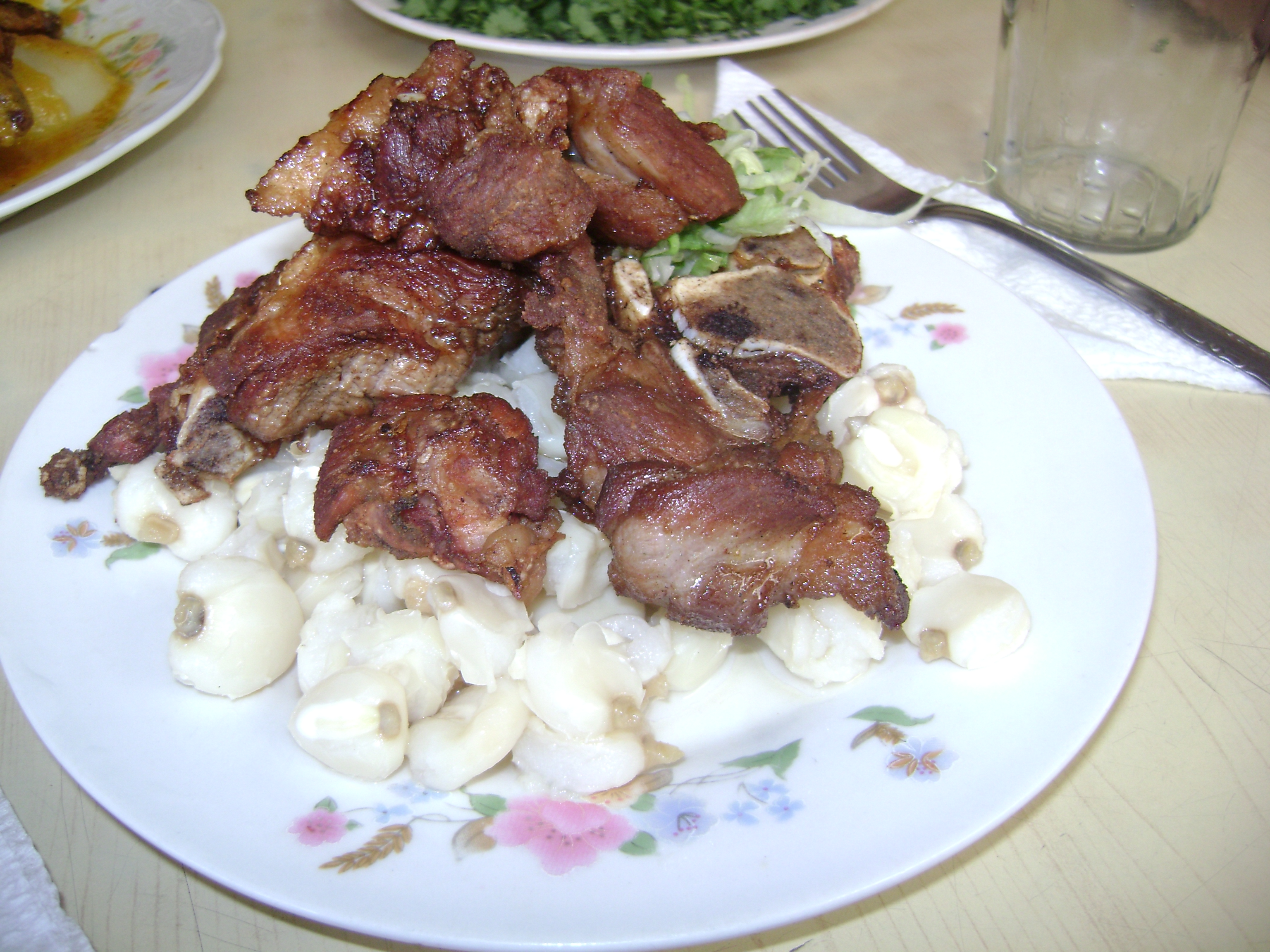
Chicharrón de cerdo con mote. Mercat de Huaraz. Ancash, Perú.
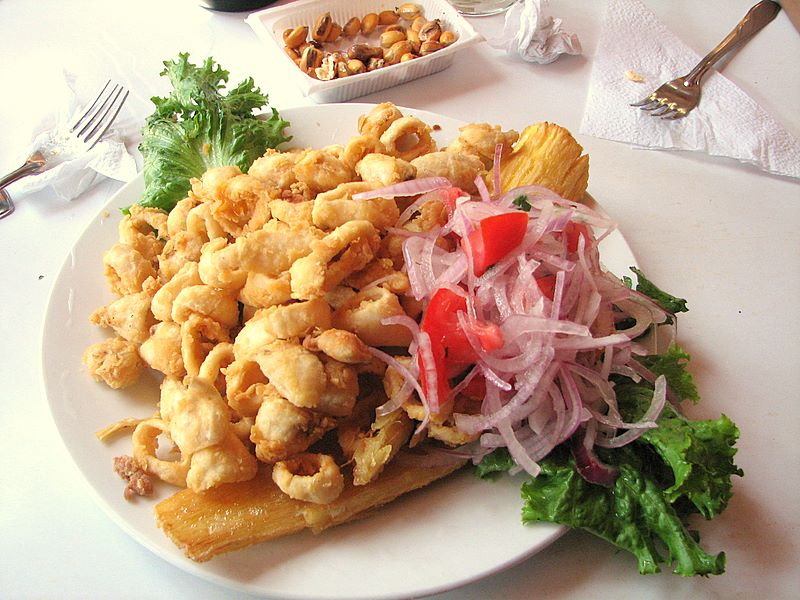
Chicharrón de peix amb salsa criolla

## República Dominicana
És un plat típic que és elaborat amb la pell grasosa del porc (comunament dita capa), fregint-lo en oli a altes temperatures fins a deixar-ho molt cruixent. Molt rares vegades és elaborat amb pell grasosa d'altres animals però usant greix de porc. Es pot adquirir als carrers en els negocis informals (frituras o freidoras) dels pobles, on es pot ingerir amb mandioca, guineo verd (banano), nyama o altres queviures com es fa pels tostones, però la manera més comuna de menjar-lo és acompanyat de casabe i s'amaneix amb llimona o agres. També es prepara en les llars i a més s'afegeix en trossos a altres plats com és al mofongo o en la preparació arròs (locrio de chicharrón).

## Veneçuela
Els chicharrones de carn de porc, i fins de pollastre, són considerats en la gastronomia veneçolana com una exquisitat, consumida durant tot l'any, molt especialment a les festes nadalenques; exceptat en la Setmana Santa. És la pell amb trossos de carn del porc matat de poc, fregida en oli de cuina ben calent, al seu torn condimentat amb una mica de sal. Cuinats en olles de ferro massís. Els plats més comuns, preparats al llarg de la geografia de Veneçuela, són les chicharronadas, que és una sort de chicharrón guisat amb tomàquets, ceba, cebollí, pebre coent o pebrot i altres. De més hi ha l'arepa de chicharrón, hallaquitas de chicharrón amb ají, les caraotas acompanyades amb chicharrón i ahuyama, cachapa (o arepa farcida) amb chicharrón, els pastissos de chicharrón, els patacones, l'asado llanero, amb botifarra, xoriço, chinchurria i carn fumada o carn adobada. Poden ser consumits a qualsevol hora del dia, acompanyats per qualsevol beguda.

## Plats amb chicharrón
- Chancho amb Yucaa
- Chicharrón en salsa
- Chicharrón de formatge
- Chicharrón de peix
- Chifrijo
- Sancocho
- Marranita
- Mofongo
- Pupusas de chicharrón